# Coluna posterior
A coluna posterior ou coluna dorsal refere-se à área de substância branca no lado dorsomedial da medula espinhal. Ela é composta pelos fascículos grácil e cuneiforme e faz parte do funículo posterior. Ela faz parte da via coluna dorsal-lemnisco medial que é importante para a localização do toque fino, vibração e propriocepção consciente.